# Dicranum fallax
Dicranum fallax är en bladmossart som först beskrevs av Wilson in Braithwaite, och fick sitt nu gällande namn av Hobkirk 1873. Dicranum fallax ingår i släktet kvastmossor, och familjen Dicranaceae. Inga underarter finns listade i Catalogue of Life.